# Voradep Ho FC
Voradep Ho Football Club w skrócie Voadep Ho FC – ghański klub piłkarski grający niedyś w pierwszej lidze ghańskiej, mający siedzibę w mieście Ho.

## Sukcesy
- Puchar Ghany[1]:
  - zwycięstwo (1): 1992.

## Występy w afrykańskich pucharach
| Sezon | Rozgrywki           | Runda | Kraj    | Klub     | Dom | Wyjazd | Dwumecz |
| ----- | ------------------- | ----- | ------- | -------- | --- | ------ | ------- |
| 1993  | Puchar Konfederacji | 1     | Senegal | US Gorée | 0–0 | 0–1    | 0–1     |

## Stadion
Domowe mecze klub rozgrywa na stadionie o nazwie Ho Sports Stadium w Ho, który może pomieścić 5000 widzów.